# فرودگاه ایواتو
فرودگاه ایواتو (به انگلیسی: Ivato Airport) (به زبان بومی: Antananarivo-Ivato Airport) یک فرودگاه همگانی و نظامی با کد یاتا TNR است که یک باند فرود آسفالت دارد و طول باند آن ۳۱۰۰ متر است. این فرودگاه در شهر آنتاناناریوو پایتخت کشور ماداگاسکار قرار دارد و در ارتفاع ۱۲۸۰ متری از سطح دریا واقع شده‌است.

## شرکت‌های هواپیمایی و مقصدهای پروازی
| شرکت‌های هواپیمایی  | مقصدهای پروازی |
| ------------------ | --- |
| ایر استرال         | رولاند گرو |
| ایر فرانس          | شارل دوگل پاریس |
| ایرلینک            | اولیور تامبو |
| ایر ماداگاسکار     | اوانی، Antalaha، آراچارت، دزااودزی پاماندزی، بایون گوآنگجو، اولیور تامبو، امبوروی، مارسی پروانس، سر سیوساگور رامگولام، Morondava، شاهزاده سعید ابراهیم، فسن، شارل دوگل پاریس، رولاند گرو، سینت ماریه، Sambava، توئامازینا، تولنارو، Toliara |
| ایر موریشوس        | سر سیوساگور رامگولام |
| ایر سیشل           | سیشل |
| Comores Aviation   | اوانی، شاهزاده سعید ابراهیم |
| کورس‌ایر اینترنشنال | اورلی، رولاند گرو |
| هواپیمایی اتیوپی   | بوول |
| Ewa Air            | دزااودزی پاماندزی |
| Int'Air Îles       | دزااودزی پاماندزی، شاهزاده سعید ابراهیم |
| کنیا ایرویز        | جومو کنیاتا |
| لوت پولیش ایرلاینز | چارتر فصلی: شوپن ورشو |
| ترکیش ایرلاینز     | آتاترک |

^ Turkish Airlines to and from Istanbul makes a stop over in موریس. However, Turkish Airlines has no traffic rights between Antananarivo and Mauritius.